# Xavier Bigatà
Xavier Bigatà Ribé (Sabadell, 30 de octubre de 1939) es un abogado y político español, militante de Convergència i Unió. Fue miembro del Gobierno de la Generalidad de Cataluña entre 1983 y 1988, como consejero del Departamento de Política Territorial y Obras Públicas.
Hasta el año 2013 fue presidente de la compañía Aigües de Sabadell (CASSA).

## Biografía
Licenciado en Derecho, Diplomado en Administración de Empresas y militante de Convergència Democràtica, Xavier Bigatà inició su carrera política en su Sabadell natal. Fue elegido concejal en las elecciones municipales de 1979, siendo teniente de alcalde desde ese año y hasta 1983. Durante este período fue también diputado en la Diputación de Barcelona, donde formó parte de la Comisión de Hacienda y Régimen Interior y fue representante en la Corporación Metropolitana.
En 1980 fue elegido diputado en las elecciones al Parlamento de Cataluña, cargo que ocupó durant tres legislaturas. En el Parlamento catalán fue portavoz del grupo parlamentario de  CiU y presidió la Comisión de Organización y Administración.
El 14 de junio de 1983 el Presidente de la Generalitat, Jordi Pujol, le nombró consejero de Política Territorial y Obras Públicas en substitución de Josep Maria Cullell, que dejó esa cartera para asumir la de Economía y Finanzas. Bigatà renovó el cargo tras las elecciones de 1984, ganadas nuevamente por CiU. Se mantuvo al frente de la Consejería hasta el final de la II legislatura, el 4 de julio de 1988.
Tras dejar la política activa ha sido presidente de la compañía Aigües de Sabadell (CASSA), cargo que ocupa en la actualidad. 